# Sedentaria
Sous-classe
Les Sedentaria (polychètes sédentaires) sont l'une des deux sous-classes de vers polychètes. Ces espèces sont des vers sessiles, dépourvus d'appendices de locomotion, souvent tubicoles et généralement équipés d'organes filtreurs dont ils se servent pour se nourrir. L'autre classe est constituée de vers vagiles, les Errantia. 

## Liste des ordres et familles
Selon World Register of Marine Species (20 octobre 2014) :
- infra-classe Canalipalpata
  - ordre Sabellida
    - famille Fabriciidae Rioja, 1923
    - famille Oweniidae Rioja, 1917

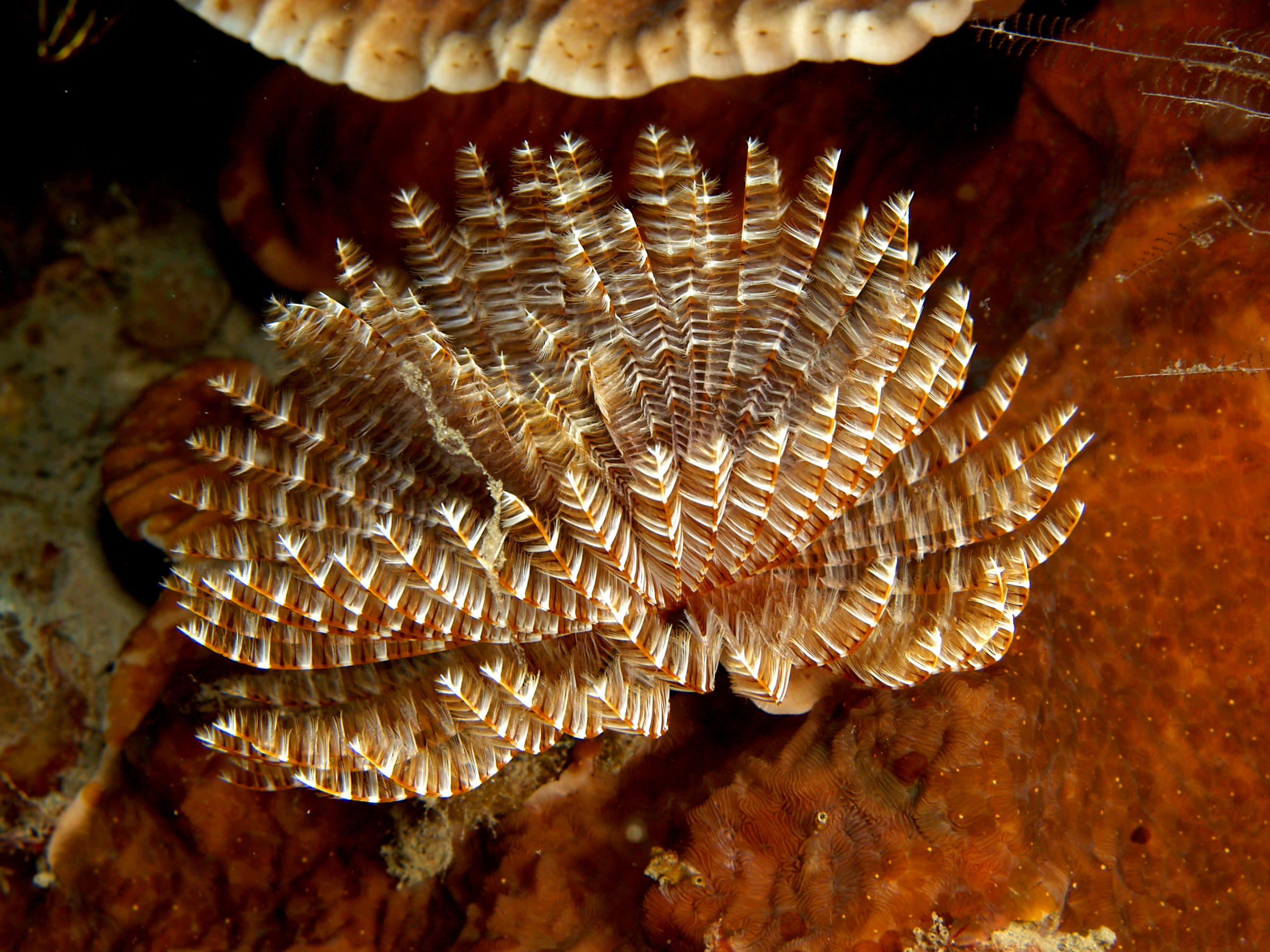
Sabellastarte indica, un Sabellida.

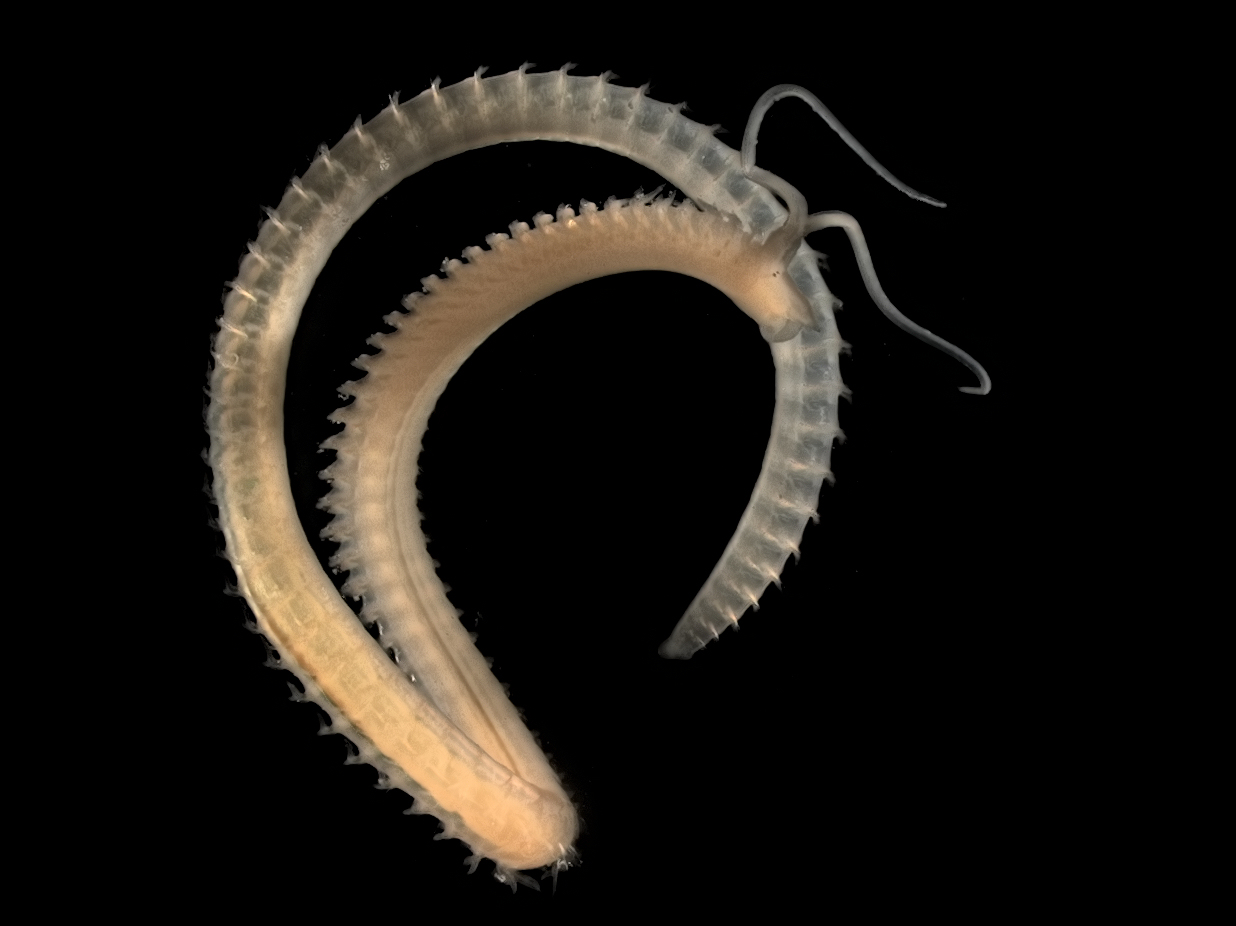
Scolelepis squamata, un Spionida.

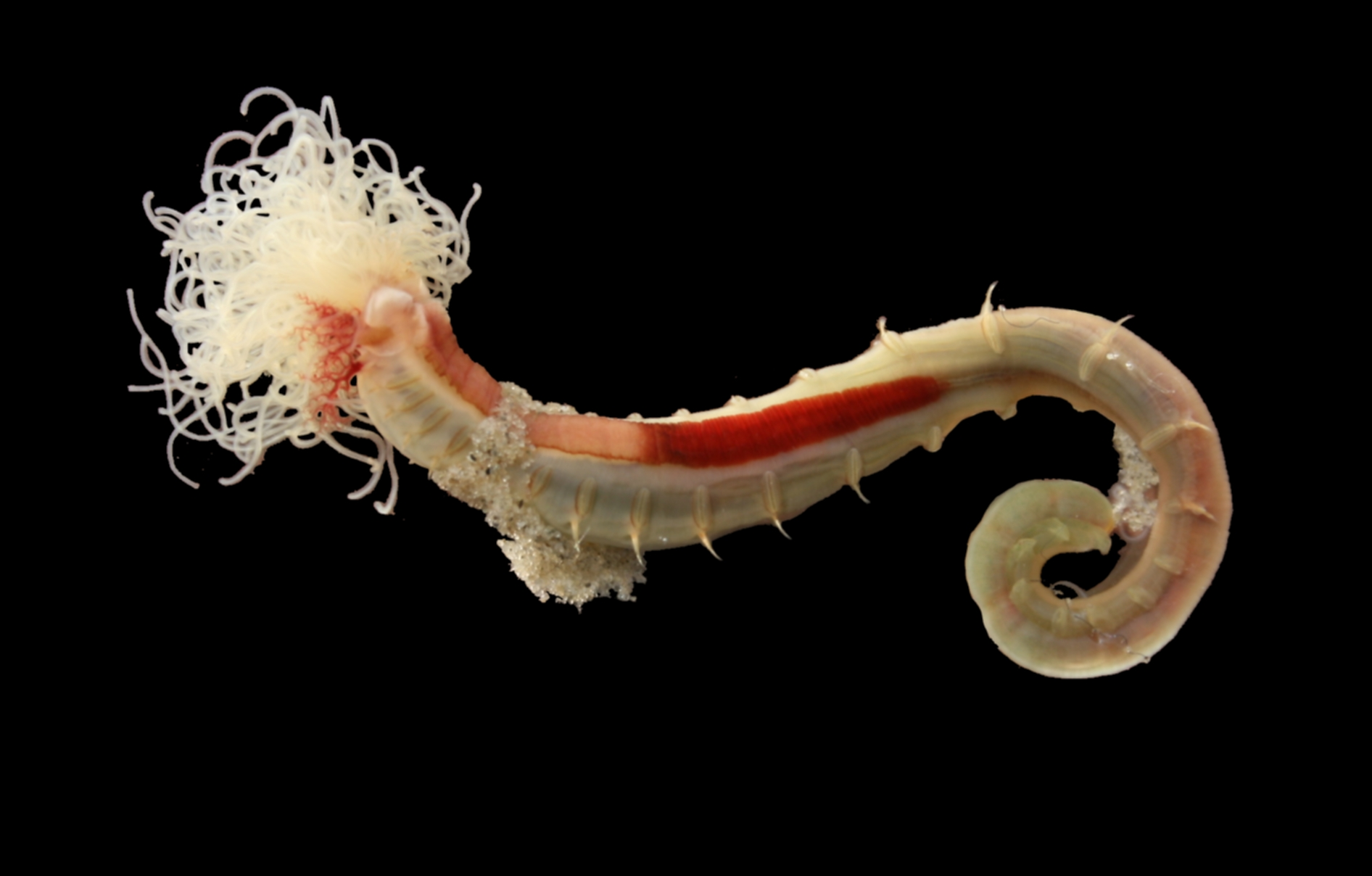
Lanice conchilega, un Terebellida.

    - famille Sabellariidae Johnston, 1865
    - famille Sabellidae Latreille, 1825
    - famille Serpulidae Rafinesque, 1815
    - famille Siboglinidae Caullery, 1914

  - ordre Spionida
    - sous-ordre Spioniformia
      - famille Apistobranchidae Mesnil & Caullery, 1898
      - famille Longosomatidae Hartman, 1944
      - famille Magelonidae Cunningham & Ramage, 1888
      - famille Poecilochaetidae Hannerz, 1956
      - famille Spionidae Grube, 1850
      - famille Trochochaetidae Pettibone, 1963
      - famille Uncispionidae Green, 1982

  - ordre Terebellida
    - sous-ordre Cirratuliformia
      - famille Acrocirridae Banse, 1969
      - famille Cirratulidae Carus, 1863
      - famille Ctenodrilidae Kennel, 1882
      - famille Fauveliopsidae Hartman, 1971
      - famille Flabelligeridae de Saint-Joseph, 1894
      - famille Poeobiidae Heath, 1930
      - famille Sternaspidae Carus, 1863

    - sous-ordre Terebellomorpha
      - famille Alvinellidae Desbruyères & Laubier, 1986
      - famille Ampharetidae Malmgren, 1866
      - famille Pectinariidae Quatrefages, 1866
      - famille Terebellidae Johnston, 1846
      - famille Trichobranchidae Malmgren, 1866
- famille Chaetopteridae Audouin & Milne Edwards, 1833
- infra-classe Scolecida
  - famille Arenicolidae Johnston, 1835
  - famille Capitellidae Grube, 1862
  - famille Cossuridae Day, 1963
  - famille Maldanidae Malmgren, 1867
  - famille Opheliidae Malmgren, 1867
  - famille Orbiniidae Hartman, 1942
  - famille Paraonidae Cerruti, 1909
  - famille Scalibregmatidae Malmgren, 1867